# (6450) Masahikohayashi
(6450) Masahikohayashi est un astéroïde de la ceinture principale.

## Description
(6450) Masahikohayashi est un astéroïde de la ceinture principale. Il fut découvert le 9 avril 1991 à l'observatoire Palomar par Eleanor Francis Helin. Il présente une orbite caractérisée par un demi-grand axe de 2,54 UA, une excentricité de 0,24 et une inclinaison de 8,5° par rapport à l'écliptique.

## Compléments